# Nice-9 (tổng)
Tổng Nice-9 là một tổng của Pháp. Tổng này nằm ở tỉnh Alpes-Maritimes trong vùng Provence-Alpes-Côte d’Azur.
Tổng Nice-9 gồm một phần của Nice.

## Lịch sử
| Ngày bầu cử | Tên          | Đảng | Tư cách                        |
| ----------- | ------------ | ---- | ------------------------------ |
|             |              |      |                                |
| 1982        | Joseph Calza | RPR  | ủy viên hội đồng Nice          |
| 1988        | Joseph Calza | RPR  | adjoint au thị trưởng của Nice |
| 1994        | Joseph Calza | DL   | adjoint au thị trưởng của Nice |
| 2001        | Joseph Calza | UMP  | conseiller municipal de Nice   |
| 2008        | Joseph Calza | UMP  | adjoint au thị trưởng của Nice |

## Biến động dân số
| 1882                                         | 1926 | 1962 | 1968 | 1975 | 1982 | 1990 | 1999   |
|                                              |      |      |      |      |      |      | 32 875 |
| -------------------------------------------- | ---- | ---- | ---- | ---- | ---- | ---- | ------ |
| Số liệu từ năm 1990: Dân số không tính trùng |      |      |      |      |      |      |        |